# Interstate 680 (Ohio)
Pour les articles homonymes, voir Interstate 680.
L'Interstate 680 (I-680) est une autoroute auxiliaire de l'Ohio. Elle passe par la ville de Youngstown. Son terminus nord se situe à l'échangeur avec l'I-80 alors que son terminus sud se situe à la jonction avec l'I-76 / Ohio Turnpike.

## Description du tracé
L'I-680 débute à la jonction avec l'I-80 / SR 11 à Austintown. Elle se dirige vers le sud-est à travers un secteur résidentiel du nord-est d'Austintown jusqu'à ce qu'elle entre dans les limites de Youngstown au mile 2. L'autoroute continue de parcourir des quartiers résidentiels jusqu'au centre-ville de Youngstown. Après l'avoir quitté, l'autoroute se dirige vers le sud en direction de l'I-76. L'I-680 passe encore une fois par des quartiers résidentiels avant d'atteindre Boardman Township et Beaver Township dans le sud du comté de Mahoning. Elle passe par l'échangeur avec la SR 164 pour ensuite atteindre son terminus sud à l'I-76 / Ohio Turnpike. Il n'est possible que d'aller vers l'I-76 est.

## Liste des sorties
| Interstate 680            |                              |       |       |        |                                                                                                |                                                          |
| Comté                     | Municipalité                 | mi    | km    | Sortie | Intersections / Destinations                                                                   | Notes                                                    |
| Mahoning                  | Beaver Township              | 16,43 | 26,44 |        | I-76 Toll / Ohio Turnpike est – Pittsburgh                                                     | Sortie 234 de l'I-76                                     |
| Mahoning                  | Beaver Township              | 16,05 | 25,83 | 16     | SR 164 (en) – Columbiana                                                                       |                                                          |
| Mahoning                  | Boardman Township            | 14,37 | 23,13 | 14     | SR 164 (en) / Western Reserve Road                                                             |                                                          |
| Mahoning                  | Boardman                     | 11,81 | 19,01 | 11     | US 224 – Canfield, Poland                                                                      | Indiqué sortie 11A (ouest) et 11B (est) en direction sud |
| Mahoning                  | Limite Boardman–Youngstown   | 9,23  | 14,85 | 9      | SR 170 (en) – Struthers                                                                        | Indiqué sortie 9A (ouest) et 9B (est) en direction sud   |
| Mahoning                  | Youngstown                   | 8,18  | 13,16 | 8      | Shirley Road / Indianola Avenue                                                                |                                                          |
| Mahoning                  | Youngstown                   |       |       |        | Powersdale Avenue                                                                              | Entrée direction nord seulement                          |
| Mahoning                  | Youngstown                   | 7,05  | 11,35 | 7      | South Avenue vers US 62 / SR 7 (en) – Centre-ville                                             |                                                          |
| Mahoning                  | Youngstown                   | 6,28  | 10,11 | 6B     | US 62 est / SR 7 (en) nord (Madison Avenue Expressway) / Market Street – Hubbard, Centre-ville | Indiqué sortie 6 en direction nord                       |
| Mahoning                  | Youngstown                   | 6,03  | 9,70  | 6A     | Market Street vers US 62 ouest / SR 7 (en) sud                                                 | Sortie direction sud, entrée direction nord              |
| Mahoning                  | Youngstown                   | 5,08  | 8,18  | 5      | Glenwood Avenue / Mahoning Avenue                                                              |                                                          |
| Mahoning                  | Youngstown                   | 4,40  | 7,08  | 4B     | Salt Springs Road                                                                              | Sortie direction nord, entrée direction sud              |
| Mahoning                  | Youngstown                   | 4,29  | 6,90  | 4A     | SR 193 (en) vers US 422 – New Castle                                                           |                                                          |
| Mahoning                  | Youngstown                   | 3,74  | 6,02  | 3B     | Connecticut Avenue / Bella Vista Avenue                                                        | Indiqué sortie 3C en direction nord                      |
| Mahoning                  | Youngstown                   | 3,02  | 4,86  | 3A     | SR 711 (en) nord vers I-80 est / M.L. King Jr. Boulevard – Girard, New York                    |                                                          |
| Mahoning                  | Limite Youngstown–Austintown | 2,06  | 3,32  | 2      | Meridian Road                                                                                  |                                                          |
| Mahoning                  | Austintown Township          | 0,07  | 0,11  | 1      | SR 11 (en) sud / I-80 Alt. – Canfield                                                          | Sortie direction nord, entrée direction sud              |
| Mahoning                  | Austintown Township          | 0,00  | 0,00  |        | I-80 ouest – Cleveland                                                                         | Sortie 224B de l'I-80                                    |
| - Péage - Accès incomplet |                              |       |       |        |                                                                                                |                                                          |